# Relations entre les Pays-Bas caribéens et l'Union européenne
Les relations entre les Pays-Bas caribéens et l'Union européenne reposent sur le fait que les îles Bonaire – Saint-Eustache – Saba (dites îles BES) constituent un pays et territoire d'outre-mer de l'Union européenne (c'est-à-dire, un territoire d'un État membre situé hors de l'Union européenne). Cependant, du fait de leur intégration plus poussée dans les Pays-Bas, celles-ci pourront devenir des régions ultrapériphériques de l'Union européenne.

## Exceptions aux politiques communautaires
| États membres et territoires                     | Dans l'Union ? | Application du droit de l’Union | Exécutoire devant les tribunaux | Euratom | Citoyenneté de l'Union | Élections du Parlement | Espace Schengen | Espace TVA | Territoire douanier de l’Union | Marché commun européen | Zone euro |
| ------------------------------------------------ | -------------- | ------------------------------- | ------------------------------- | ------- | ---------------------- | ---------------------- | --------------- | ---------- | ------------------------------ | ---------------------- | --------- |
| Pays-Bas caribéens : Bonaire Saba Saint-Eustache | Non            | Application minimale (PTOM)     | Non                             | Non     | Oui                    | Oui                    | Non             | Non        | Non                            | Application partielle  | Non (USD) |